# 钦察草原

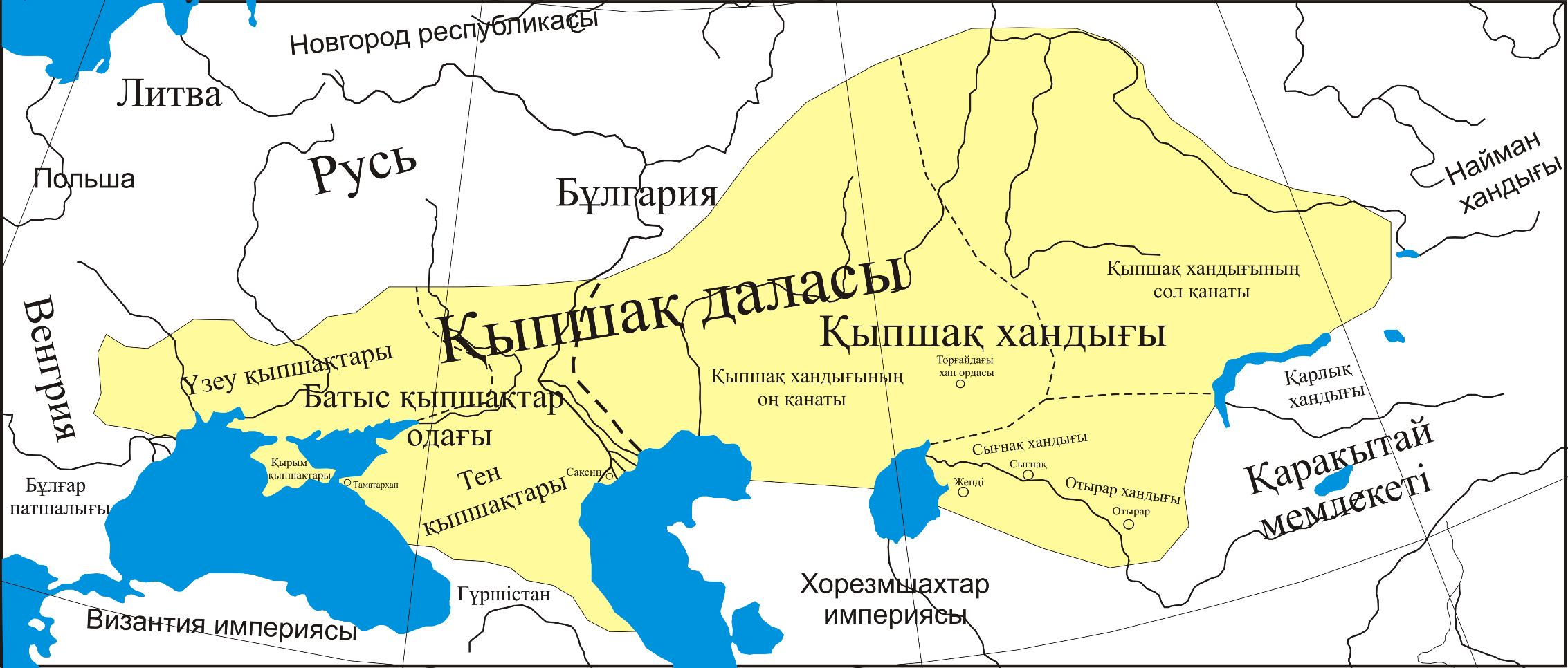
钦察草原范围

钦察草原（波斯語：‎，Dasht-i Qipchāq）是從西北歐亞大陸中部到東歐南部的一個歷史名稱，得名于11世紀和13世紀在該地區活動的游牧民族欽察人。

## 範圍
該範圍結合了東歐大草原和哈萨克草原。東北是哈薩克東部的哈萨克草原，東南是吉爾吉斯天山北麓，東西兩側是锡尔河的北岸，鹹海的北岸，烏拉爾河下游，伏爾加河下游，顿河下游，第聂伯河下游，西至多瑙河下游，西南是高加索低地, 和西北指向楚瓦什共和国和梁赞附近。 它也可能包括從烏克蘭南部到摩爾多瓦的黑海沿海低地，稱為“俄羅斯南部大草原”。

## 歷史
自古以來，在該地區，貿易和民族活動道路就被稱為“草原之路”。 生活在該草原上的游牧民族經常襲擊，有時征服和控制西北罗斯和南部綠洲的農民。
在18世紀俄羅斯打敗克里米亞汗國後，斯拉夫人正式在此定居。